# Andorra i olympiska sommarspelen 1992
Andorra deltog i de olympiska sommarspelen 1992 med en trupp bestående av åtta deltagare, men ingen av landets deltagare erövrade någon medalj.

## Cykling
Herrar
| Cyklist       | Gren                | Tid            | Placering      |
| ------------- | ------------------- | -------------- | -------------- |
| Juan González | Herrarnas linjelopp | Did not finish | Did not finish |
| Emili Pérez   | Herrarnas linjelopp | 4:58:25        | 82             |
| Xavier Pérez  | Herrarnas linjelopp | 4:35:56        | 31             |

## Friidrott
Damer
| Idrottare    | Gren              | Kval     | Kval      | Final            | Final            |
| Idrottare    | Gren              | Resultat | Placering | Resultat         | Placering        |
| ------------ | ----------------- | -------- | --------- | ---------------- | ---------------- |
| Maggy Moreno | Damernas höjdhopp | 1,70     | 41        | Gick inte vidare | Gick inte vidare |

## Judo
Herrar
| Judoka       | Gren                     | Resultat |
| ------------ | ------------------------ | -------- |
| Antoni Molne | Herrarnas extra lättvikt | =23      |

## Segling
Herrar
| Seglare                 | Gren | Lopp | Lopp | Lopp | Lopp | Lopp | Lopp | Lopp | Poäng | Placering |
| Seglare                 | Gren | 1    | 2    | 3    | 4    | 5    | 6    | 7    | Poäng | Placering |
| ----------------------- | ---- | ---- | ---- | ---- | ---- | ---- | ---- | ---- | ----- | --------- |
| David Ramón Oscar Ramón | 470  | 21   | 35   | 37   | 33   | 3    | 31   | (41) | 160   | 27        |